# Glola
Glola (en georgiano: გლოლა) es un pueblo de Georgia ubicado en el noreste de la región de Racha-Lechjumi y Baja Esvanetia, siendo parte del municipio de Oni. 

## Toponimia
Hay otras leyendas sobre la fundación de Glola, pero entre ellas, la opinión más correcta, convincente y científicamente justificada debería ser el reconocimiento de su origen esvano.

## Geografía
Glola se encuentra en a orillas del río Chanchaja (afluente izquierdo del río Rioni), a 25 kilómetros de Oni. 

## Historia
Se piensa que Glola ya estaba habitado en tiempos de Alejandro Magno y también es mencionado en las crónicas de Vajushti de Kartli. 

## Demografía
La evolución demográfica de Glola entre 1911 y 2014 fue la siguiente:
| 754                                             | 385 | 279 |
| (Fuente: Population of Georgia in Soviet times) |     |     |

Según los datos del censo de 2014, los georgianos suponen el 99,3% de la población local.